# Something Magic
Something Magic è il decimo album dei Procol Harum, pubblicato nel 1977. È l'ultimo album di Chris Copping con la band, sarà sostituito per il tour americano da Dee Murray.

## Tracce
1. Something Magic
2. Skating on Thin Ice
3. Wizard Man
4. The Mark of the Claw
5. Strangers in Space
6. The Worm & The Tree

- "Part One"

- "Introduction"
- "Menace"
- "Occupation"

- "Part Two"

- "Enervation"
- "Expectancy"
- "Battle"

- "Part Three"

- "Regeneration"
- "Epilogue"

## Formazione
- Pete Solley - organo and sintetizzatore
- Chris Copping - basso
- B.J. Wilson - batteria
- Mick Grabham - chitarra
- Gary Brooker - pianoforte and voce
- Keith Reid - testi